# Генріх XIII Ройсс-Грайцький
Генріх XIII, князь Ройсс-Грайцький (нім. Heinrich XIII Fürst Reuß zu Greiz ; 16 лютого 1747 р – 29 січня 1817) — князь Ройсс-Грайца з 1800 по 1817 рік.

## Раннє життя
Генріх XIII народився в Грайці, походить зі шляхетного роду Ройсс, був третьою дитиною Генріха XI, принца Ройсс-Грайцького (1722—1800), (сина графа Генріха II Ройсс-Оберграйцького та графині Софі Шарлотти Ботмерської) та його дружини, графині Конрадіни Ройсс-Кестріцької. (1719—1770), (донька Генріха XXIV, графа Ройсс Кестріцького та баронеси Марії Елеонори Емми Промніц-Діттерсбахської).
Генріх XIII одружився 9 січня 1786 року в Кірхгаймболандені з принцесою Вільгельміною Луїзою Нассау-Вайльбурзькою (1765—1837), четвертою дитиною та другою донькою Карла Крістіана, князя Нассау-Вайльбурзького, та його дружини, принцеси Кароліни Оранської-Нассауської. У них було четверо дітей

## Князь Ройсс-Грайцький
Після смерті свого батька 28 червня 1800 року він став наступником титулу князя Ройсс-Грайцького.
Після спустошення Грайца пожежею в 1802 році він наказав відбудувати місто в неокласичному стилі, і він переніс свою резиденцію з Oberes Schloss (Верхній замок) до Unteres Schloss (Нижній замок), щоб мати більше контакту з населення і суспільне життя князівства.
Генріх також відзначився під час своєї військової служби в Австрії як фельдмаршал, аж до того, що його вважали одним із найкращих друзів імператора Йосипа II .
Генріх XIII приєднався до Рейнської конфедерації в 1807 році, а пізніше був членом Німецької конфедерації. На Віденському конгресі він був втягнутий у територіальну суперечку з Саксонським королівством, з якої вийшов переможцем і отримав володіння містами Альтгоммла та Кюдорф .

## Родина
Дружина —  Вільгельміна Луїза Нассау-Вайльбурзька (1765—1837)
Діти:
- Князь Генріх XVIII Ройсс-Грайцкий (31 березня 1787 — 31 березня 1787)
- Дочка без імені (28 листопада 1788 — 28 листопада 1788)
- Генріх XIX, князь Ройсс-Грайцький (1 березня 1790 — 31 жовтня 1836) — одружений з 1822 р. з княгинею Гаспарін Рохан-Рошфор, мав дітей.
- Генріх XX, принц Ройсс-Грайцкий (29 червня 1794 — 8 листопада 1859) — вперше одружений у 1834 році на принцесі Софі з Левенштайн-Вертхайм-Розенберга, без нащадків, княгиня Софі померла в 1838 році; Одружився вдруге в 1839 році на ландграфині Кароліні Гессен-Гомбургської, мав дітей.